# Eudioctria sackeni
Eudioctria sackeni là một loài ruồi trong họ Asilidae. Eudioctria sackeni được Williston miêu tả năm 1883.